# 硫酸铕

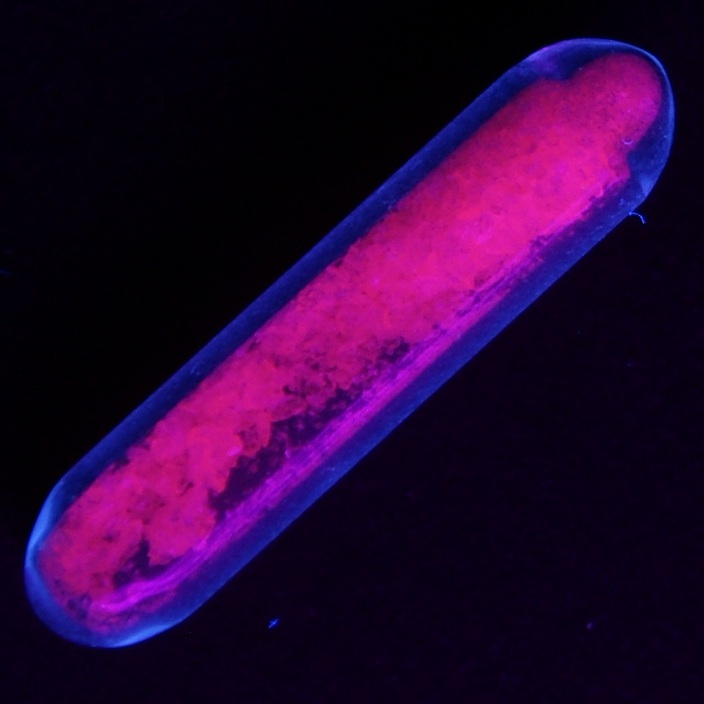
硫酸铕在紫外灯下激发出红光

硫酸铕是一种无机化合物，化学式为Eu2(SO4)3。

## 制备
用硫酸溶解氧化铕，可以得到硫酸铕。